# Phyllocnistis toparcha
Phyllocnistis toparcha är en fjärilsart som beskrevs av Edward Meyrick 1918. Phyllocnistis toparcha ingår i släktet Phyllocnistis och familjen styltmalar. Inga underarter finns listade i Catalogue of Life.